# Tour de Pologne 2000
57. edycja wyścigu kolarskiego Tour de Pologne odbyła się w dniach 4–10 września 2000. Rywalizację rozpoczęło 143 kolarzy z 18 grup zawodowych (w tym 5 polskich). Ukończyło 77 kolarzy. Łączna długość wyścigu – 1171 km.
W porównaniu z poprzednią edycją wyścig dostał wyższą kategorię UCI - 2.3
Pierwsze miejsce w klasyfikacji generalnej zajął Piotr Przydział (Mat Ceresit CCC), drugie Piotr Wadecki (Mróz Supradyn Witaminy), a trzecie Rosjanin Siergiej Iwanow (Farm Frites).
Pula nagród wyniosła 100 000 dolarów amer., a główną nagrodą dla zwycięzcy był samochód Fiat Brava SX.

## Etapy
| Etap     | Data        | Start - meta                       | Długość (km)      | Typ         | Zwycięzca etapu | Lider           |
| I etap   | 4 września  | Braniewo – Elbląg                  | 183               | płaski      | Piotr Wadecki   | Piotr Wadecki   |
| II etap  | 5 września  | Malbork – Toruń                    | 171,5             | płaski      | Jaan Kirsipuu   | Piotr Wadecki   |
| III etap | 6 września  | Inowrocław – Kalisz                | 192,5             | płaski      | Jaan Kirsipuu   | Piotr Wadecki   |
| IV etap  | 7 września  | Ostrów Wielkopolski – Jelenia Góra | 240               | pagórkowaty | Jaan Kirsipuu   | Piotr Wadecki   |
| V etap   | 8 września  | Szczawno-Zdrój – Wałbrzych         | 188               | pagórkowaty | Marco Pinotti   | Piotr Wadecki   |
| VI etap  | 9 września  | Szklarska Poręba – Karpacz         | 173               | górski      | Siergiej Iwanow | Piotr Przydział |
| VII etap | 10 września | Piechowice – Karpacz               | 23 (ind. na czas) | górski      | Siergiej Iwanow | Piotr Przydział |

## Końcowa klasyfikacja generalna
| Poz. | Zawodnik                 | Kraj      | Zespół                 | Czas (średnia km/h)   |
| ---- | ------------------------ | --------- | ---------------------- | --------------------- |
| 1.   | Piotr Przydział          | Polska    | Mat Ceresit CCC        | 27h 44' 37" (...km/h) |
| 2.   | Piotr Wadecki            | Polska    | Mróz Supradyn Witaminy | +00' 07"              |
| 3.   | Siergiej Iwanow          | Rosja     | Farm Frites            | +01' 26"              |
| 4.   | Wiaczesław Jekimow       | Rosja     | US Postal Service      | +02' 04"              |
| 5.   | Miguel Martín Perdiguero | Hiszpania | Servisco               | +02' 08"              |
| 6.   | Aitor González           | Hiszpania | Kelme Costa Blanca     | +03' 29"              |
| 7.   | Kurt van der Wouwer      | Belgia    | Lotto-Adecco           | +03' 43"              |
| 8.   | Dario Andriotto          | Włochy    | Alexia Alluminio       | +03' 54"              |
| 9.   | Cezary Zamana            | Polska    | Mat Ceresit CCC        | +04' 29"              |
| 10.  | Radosław Romanik         | Polska    | Mat Ceresit CCC        | +04' 30"              |

## Inne klasyfikacje

### Klasyfikacja górska
| 1.  | Luca Belluomini          | Włochy            | 26 P. |
| 2.  | Massimo Giunti           | Włochy            | 24 P. |
| 3.  | Sebastien Demarbaix      | Belgia            | 14 P. |
| 4.  | Alessandro Baronti       | Włochy            | 7 P.  |
| 5.  | Cristian Gasperoni       | Włochy            | 6 P.  |
| 6.  | Aleksandr Boczarow       | Rosja             | 6 P.  |
| 7.  | Andrei Tchmil            | Belgia            | 5 P.  |
| 8.  | Miguel Martín Perdiguero | Hiszpania         | 4 P.  |
| 9.  | Antonio Cruz             | Stany Zjednoczone | 4 P.  |
| 10. | Kazimierz Stafiej        | Polska            | 4 P.  |

### Klasyfikacja najaktywniejszych
| 1.  | Marcin Gębka        | Polska | 15 P. |
| 2.  | Piotr Wadecki       | Polska | 6 P.  |
| 3.  | Piotr Przydział     | Polska | 5 P.  |
| 4.  | Luca Belluomini     | Włochy | 5 P.  |
| 5.  | Kazimierz Stafiej   | Polska | 5 P.  |
| 6.  | Sebastien Demarbaix | Belgia | 5 P.  |
| 7.  | Tomasz Kłoczko      | Polska | 5 P.  |
| 8.  | Radosław Romanik    | Polska | 4 P.  |
| 9.  | Robert Radosz       | Polska | 4 P.  |
| 10. | Andrei Tchmil       | Belgia | 4 P.  |

### Klasyfikacja punktowa
(od 2005 roku koszulka granatowa)
| 1.  | Siergiej Iwanow          | Rosja     | 114 P. |
| 2.  | Miguel Martín Perdiguero | Hiszpania | 88 P.  |
| 3.  | Simone Zucchi            | Włochy    | 57 P.  |
| 4.  | Piotr Przydział          | Polska    | 52 P.  |
| 5.  | Piotr Wadecki            | Polska    | 51 P.  |
| 6.  | Marcin Lewandowski       | Polska    | 46 P.  |
| 7.  | Wiaczesław Jekimow       | Rosja     | 45 P.  |
| 8.  | Aitor González           | Hiszpania | 41 P.  |
| 9.  | Zbigniew Spruch          | Polska    | 40 P.  |
| 10. | Dario Andriotto          | Włochy    | 36 P.  |

### Klasyfikacja drużynowa
| 1.  | Mat Ceresit CCC          | 83h 22' 50" |
| 2.  | La Française des Jeux    | +0h 07' 35" |
| 3.  | Cantina Tollo            | +0h 08' 26" |
| 4.  | US Postal Service        | +0h 10' 08" |
| 5.  | Kelme Costablanca        | +0h 15' 58" |
| 6.  | Lotto-Adecco             | +0h 26' 31" |
| 7.  | Mróz - Supradyn Witaminy | +0h 31' 06" |
| 8.  | Team Deutsche Telekom    | +0h 31' 48" |
| 9.  | Atlas Lukullus Ambra     | +0h 39' 26" |
| 10. | Festina Watches          | +1h 36' 15" |